# Mittelmühle (Boxberg)
Mittelmühle ist ein aufgegangener Wohnplatz auf der Gemarkung des Boxberger Stadtteils Uiffingen im Main-Tauber-Kreis im fränkisch geprägten Nordosten Baden-Württembergs.

## Geographie

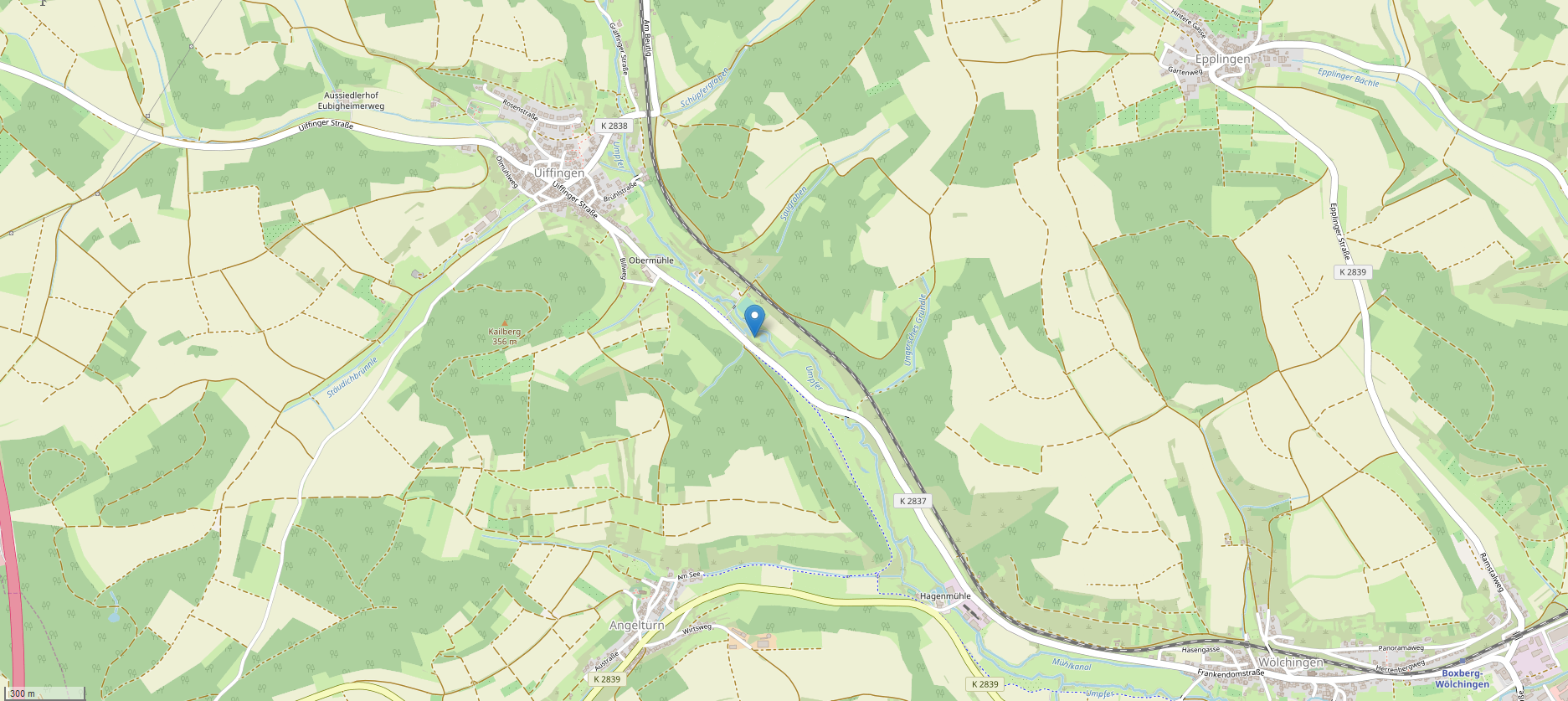
Lage der ehemaligen Mittelmühle

Der aufgegangene Wohnplatz Mittelmühle liegt zwischen den Boxberger Stadtteilen Uiffingen und Wölchingen im Umpfertal.

## Geschichte
Der Ort kam als Teil der ehemals selbständigen Gemeinde Uiffingen am 1. Januar 1973 zur Stadt Boxberg.

## Verkehr
Mittelmühle ist über die K 2837 zu erreichen.